# 卢心远
卢心远（1911年—1985年），男，福建永定人，中华人民共和国政治人物，曾任中华全国归国华侨联合会副秘书长，第三、四、五、六届全国政协委员。